# Premnotrypes vorax
Espèce
Premnotrypes vorax, appelé en espagnol gusano blanco de la papa  (ver blanc de la pomme de terre), ou gorgojo de los Andes (charançon des Andes), est une espèce d'insectes coléoptères, de la famille des Curculionidae, originaires d'Amérique du Sud. 

## Présentation
Ce ravageur de la pomme de terre, très présent dans les régions andines, en particulier au Venezuela, en Colombie et en Équateur, est une des espèces du complexe du charançon andin de la pomme de terre. Les dégâts sont principalement causés par les larves qui se nourrissent des tubercules au champ et après la récolte dans la phase de stockage.

## Morphologie
L'insecte adulte est de couleur brune plus ou moins sombre selon l'âge et la nature du sol. Il se confond souvent avec la couleur du sol rendant sa détection plus difficile. Il mesure de 5 à 7 mm de long sur 2 à 4 mm de large. Les élytres sont coriaces, striées et portent des protubérances. Ne possédant pas d'ailes membraneuses, ces insectes ne volent pas et se déplacent exclusivement en marchant. Ils sont capables de parcourir une distance allant jusqu'à 12 km en une nuit.
La femelle se différencie du mâle par sa taille un peu plus grande et une forme plus arrondie, elle porte en outre une ligne jaune, absente chez le mâle, marquant la séparation entre les élytres.
Les larves, de couleur blanc crème, sont apodes et arquées en forme de C. La tête bien différenciée est de couleur café. Elles mesurent de 11 à 14 mm au dernier stade larvaire.
Les œufs, longs de 1,2 mm environ, sont cylindriques-ovales et de couleur blanche à ambre selon le stade de maturation.

## Biologie
Le cycle biologique de Premnotrypes vorax peut s'étendre sur une durée de 95 à 280 jours selon les conditions de milieu, notamment les disponibilités alimentaires et l'altitude.
Les femelles pondent leurs œufs minuscules (0,5 mm de diamètre) à proximité des cultures de pommes de terre, à l'intérieur des tiges sèches de diverses espèces de plantes : blé, orge, kikuyu (Pennisetum clandestinum) ou d'autres graminées, ainsi que dans les résidus de pommes de terre, fèves, vesces, ou même directement sur le sol.
Dès leur éclosion, qui correspond normalement au début de la période de formation des tubercules, les larves  rejoignent les plants de pomme de terre et pénètrent dans les racines puis les tubercules dans lesquels elles creusent des galeries pour s'alimenter. leur développement comprend cinq à six stades larvaires qui se déroulent en environ 50 jours.
Au dernier stade larvaire, les larves quittent les tubercules pour s'enterrer à une profondeur de 15 à 25 cm. Elles forment une cellule dans laquelle elles subissent la nymphose. Ce stade dure de 20 à 30 jours et exposent l'insecte à diverses agressions, notamment de champignons parasites tels Beauveria bassiana.
Les adultes remontent à la surface et recherchent, en marchant, des plants de pommes de terre sur lesquels ils s'alimentent et s'accouplent. Ce sont des insectes au mœurs nocturnes, qui fuient la lumière et se cachent le jour dans des endroits sombres et humides, sous des résidus de plantes ou des mottes de terre. Leur durée de vie, très variable, est d'environ 30 jours.